# Paul Marty
Pour les articles homonymes, voir Marty.
Le lieutenant-colonel Paul Marty (6 juillet 1882 - 11 mars 1938) est un officier supérieur, un administrateur colonial, un interprète fin connaisseur de la langue arabe et un érudit français. Il fut notamment un grand spécialiste de l'islam subsaharien.

## Biographie
Paul Marty est né à Boufarik en Algérie le 6 juillet 1882. Il était par son père originaire d'une famille paysanne de Varaire (Lot), et par sa mère de Digne (Alpes-de-Haute-Provence). 
D'abord élève de l'école primaire de Castiglione (Alger), il poursuivit des études secondaires au petit séminaire de Saint-Eugène (Alger). Cette éducation chrétienne qui était dans la ligne de la tradition familiale eut sans doute une influence décisive sur ses convictions religieuses. Il fut toujours un  fervent catholique.
Il fit des études à la faculté de droit d'Alger.
Il eut très tôt, grâce à son professeur l’abbé Rossano, une inclination particulière pour l'étude de la langue arabe.
Il s'engage au 1er régiment de zouaves le 9 novembre 1901, passe le concours d'interprète militaire dans le sud tunisien où il restera cinq ans.
Attaché au Bureau des Affaires indigènes à Tunis jusqu'en 1907, il est en poste à Casablanca de 1907 à 1911. En 1912, il rejoint Dakar et prend la tête du Service des Affaires musulmanes créé auprès du Gouvernement général de l'Afrique occidentale française en 1913. De 1922 à 1925, il dirige le Collège musulman de Fès. En 1925, il rejoint le Service des Affaires indigènes à Rabat, puis en devient le directeur en 1930. En 1935, il quitte Rabat pour Tunis. 
Alors attaché à l'état-major du Commandant supérieur de Tunisie, il meurt à l'hôpital militaire Louis-Vaillant de Tunis le 11 mars 1938.

## Publications
- Études sénégalaises (1785-1826), Société de l'histoire des colonies françaises, E. Leroux, Paris, 239 p.
- Les écoles maraboutiques du Sénégal : la médersa de Saint-Louis, E. Leroux, Paris, 1914, 106 p.
- La politique indigène du gouverneur général Ponty en Afrique occidentale française : in memoriam, E. Leroux, Paris, 1915, 28 p.
- Les tribus de la Haute Mauritanie, Comité de l'Afrique française, Paris, 1915, 92 p.
- Études sur l'Islam maure : Cheikh Sidïa. Les Fadelia. Les Ida ou Ali, E. Leroux, Paris, 1916, 252 p.
- Études sur l'Islam au Sénégal, Les personnes, Les doctrines et les institutions, E. Leroux, Paris, 1917, 2 vol.
- L'Émirat des Trarzas, E. Leroux, Paris, 1919, 483 p.
- « Les touaregs de la Boucle du Niger » (en collab. avec le général Mangeot), in Bulletin du Comité d'études historiques et scientifiques de l'Afrique occidentale française, no 1, 2 et 3, 1918, p. 88-213
- Études sur l'Islam et les tribus du Soudan, Tomes I, II, III, IV, E. Leroux, Paris, 1920-21.
- Études sur l'Islam et les tribus maures : les Brakna, E. Leroux, Paris, 1921, 398 p.
- L'Islam en Guinée : Fouta-Diallon, E. Leroux, Paris, 1921, 588 p.
- La découverte des sources de la Gambie et du Sénégal, Mollien, 1818-1819 : un centenaire colonial, Société de l'histoire des colonies françaises, 1921, 46 p.
- Vingt ans de politique algérienne. J.-D. Luciani, Paris, 1921
- Études sur l'Islam en Côte d'Ivoire, E. Leroux, Paris, 1922, 495 p.
- L'expédition de Repentigny dans le Saloum et la première cession du pays à la France en 1785 : épisodes de l'histoire du Sénégal, Société de l'histoire des colonies françaises, Paris, 1924, 24 p.
- Le Maroc de demain, Comité de l'Afrique française, Paris, 1925, 316 p.
- L'établissement des Français dans le Haut-Sénégal (1817-1822), Paris, 1925, 70 p.
- Études sur l'Islam au Dahomey : le bas Dahomey, le haut Dahomey, E. Leroux, Paris, 1926, 295 p.
- Le Croquis panoramique militaire, étudié spécialement en vue de l'épreuve de dessin aux concours d'admission à l'École spéciale militaire, à l'École militaire de l'infanterie et des chars de combat, à l'École militaire de cavalerie, aux centres d'élèves officiers de réserve et au brevet de préparation militaire. 30 dessins de l'auteur, Charles-Lavauzelle et Cie, Paris-Limoges-Nancy, 1927, 81 p.
- « L'orf des beni m'tir », in Revue des études islamiques, 1928, cahier IV, p. 482-509
- « Les Institutions israélites au Maroc », in Revue des études islamiques, 1930, p. 297-332
- « L'islam et les tribus dans la colonie du Niger », in Revue des études islamiques, 1931, p. 139-240
- « La justice civile musulmane au Maroc », in Revue des études islamiques, 1931, p. 343-538, 1933, p. 185-294
- « Corporations et syndicats en Tunisie - la corporation tunisienne des soyeux (Heraïria) », in Revue des études islamiques, 1934, cahier II, p. 223-240
- « L'année liturgique musulmane à Tunis », in Revue des études islamiques 1935
- « Folklore tunisien : l'onomastique des noms propres de personne », in Revue des études islamiques, 1936, cahier IV, p. 363-432